# Chamilly (Saône-et-Loire)
Pour les articles homonymes, voir Chamilly.
Chamilly est une commune française située dans le département de Saône-et-Loire, en région Bourgogne-Franche-Comté.

## Géographie
Ce petit village de la côte chalonnaise est situé à 8 km de Chagny.

### Géologie et relief
Dans ce petit village se côtoient vignobles, champs et pâturages.

### Climat
Pour des articles plus généraux, voir Climat de la Bourgogne-Franche-Comté et Climat de Saône-et-Loire.
En 2010, le climat de la commune est de type climat océanique dégradé des plaines du Centre et du Nord, selon une étude du Centre national de la recherche scientifique s'appuyant sur une série de données couvrant la période 1971-2000. En 2020, Météo-France publie une typologie des climats de la France métropolitaine dans laquelle la commune est exposée à un climat océanique altéré et est dans la région climatique Bourgogne, vallée de la Saône, caractérisée par un bon ensoleillement (1 900 h/an), un été chaud (18,5 °C), un air sec au printemps et en été et des vents faibles.
Pour la période 1971-2000, la température annuelle moyenne est de 10,5 °C, avec une amplitude thermique annuelle de 17,5 °C. Le cumul annuel moyen de précipitations est de 841 mm, avec 12,2 jours de précipitations en janvier et 7,7 jours en juillet. Pour la période 1991-2020, la température moyenne annuelle observée sur la station météorologique de Météo-France la plus proche, « St-Maurice-lès-Couches_sapc », sur la commune de Saint-Maurice-lès-Couches à 6 km à vol d'oiseau, est de 11,5 °C et le cumul annuel moyen de précipitations est de 803,5 mm. 
La température maximale relevée sur cette station est de 40,4 °C, atteinte le 12 août 2003 ; la température minimale est de −16,7 °C, atteinte le 20 décembre 2009,,.
Les paramètres climatiques de la commune ont été estimés pour le milieu du siècle (2041-2070) selon différents scénarios d'émission de gaz à effet de serre à partir des nouvelles projections climatiques de référence DRIAS-2020. Ils sont consultables sur un site dédié publié par Météo-France en novembre 2022.

## Urbanisme

### Typologie
Au 1er janvier 2024, Chamilly est catégorisée commune rurale à habitat dispersé, selon la nouvelle grille communale de densité à sept niveaux définie par l'Insee en 2022.
Elle est située hors unité urbaine. Par ailleurs la commune fait partie de l'aire d'attraction de Chalon-sur-Saône, dont elle est une commune de la couronne,. Cette aire, qui regroupe 109 communes, est catégorisée dans les aires de 50 000 à moins de 200 000 habitants,.

### Occupation des sols
L'occupation des sols de la commune, telle qu'elle ressort de la base de données européenne d’occupation biophysique des sols Corine Land Cover (CLC), est marquée par l'importance des territoires agricoles (72,1 % en 2018), une proportion identique à celle de 1990 (72,1 %). La répartition détaillée en 2018 est la suivante : prairies (42,9 %), forêts (27,9 %), terres arables (20,6 %), zones agricoles hétérogènes (8,6 %). L'évolution de l’occupation des sols de la commune et de ses infrastructures peut être observée sur les différentes représentations cartographiques du territoire : la carte de Cassini (XVIIIe siècle), la carte d'état-major (1820-1866) et les cartes ou photos aériennes de l'IGN pour la période actuelle (1950 à aujourd'hui).

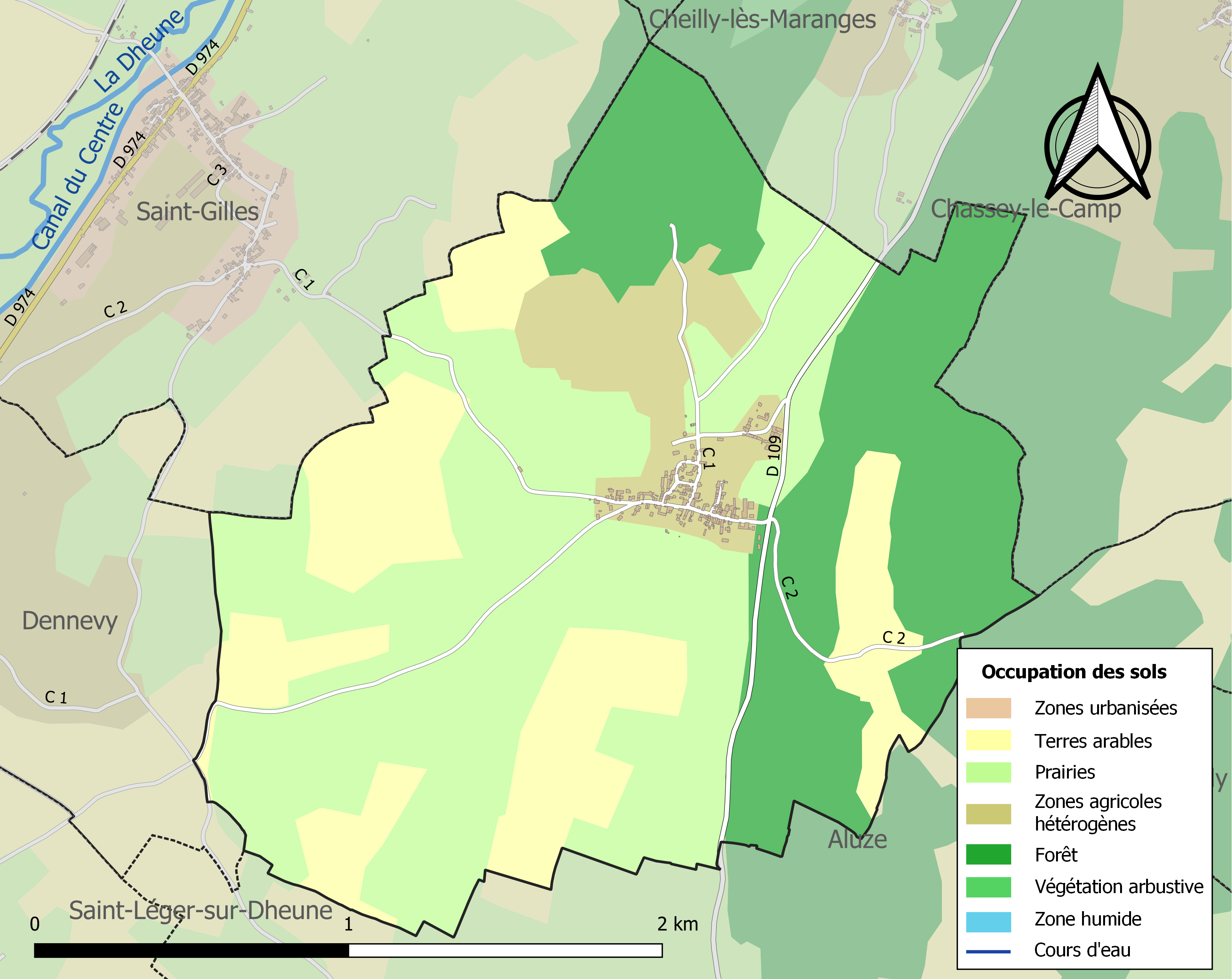
Carte des infrastructures et de l'occupation des sols de la commune en 2018 (CLC).

## Histoire
Un château dont le donjon date du XIIe siècle, l’église (fin du XIe – début XIIe).
En 1415, Jean Petitjean, seigneur de Chamilly-en-Chalonnais, de Chanceau-les-Marcigny, de Saint-Martin-du-Lac, père de Jean Petitjean, abbé de l'abbaye de Saint-Martin d'Autun, rédige son testament, alors qu'il est âgé d'environ 70 ans. Parmi ses volontés dernières : « Item semblablement l'yglise parochiale de Chamilly fondée en l'oneur de saint Pierre et saint Paul, à laquelle yglise Ysabeau de la Porte, que Dieu pardonne, par son testament a légué un francde annuelle rente pour ce que le curé avec tois autres chapelains soient tenuz fère ung anniversaire en la dite yglise et chanter chascun sa messe à tel jour qu'elle trépassa, comme je désire accroître le dit chant et anniversaire pour le remède de mon âme et de ceux dont j'ai les rantes et biens, j'ay légué à la dite yglise, oultre ce que dessus, trois gros...en monnoie courante et quatre boisseaux de blé, deux froment et deux seigle, mesure de Chagny, de rente annuelle et perpétuelle, pour que le curé soit tenu de dire et faire le dit chant et anniversaire chascun an de six chapelains et de luy, le jour où ma femme trépassa, ou deux fois chascun an de trois chapelains. ».

## Politique et administration

### Listes des maires
| Période                                  | Période   | Identité         | Étiquette | Qualité |
| ---------------------------------------- | --------- | ---------------- | --------- | ------- |
| ?                                        | ?         | Gautier Herrmann |           |         |
| mars 2001                                | mars 2008 | Guy Gaudillat    |           |         |
| mars 2008                                | en cours  | Bernard Niquet   |           |         |
| Les données manquantes sont à compléter. |           |                  |           |         |

### Canton et intercommunalité
La commune fait partie du Grand Chalon.

## Population et société

### Démographie

#### Évolution démographique
L'évolution du nombre d'habitants est connue à travers les recensements de la population effectués dans la commune depuis 1793. Pour les communes de moins de 10 000 habitants, une enquête de recensement portant sur toute la population est réalisée tous les cinq ans, les populations de référence des années intermédiaires étant quant à elles estimées par interpolation ou extrapolation. Pour la commune, le premier recensement exhaustif entrant dans le cadre du nouveau dispositif a été réalisé en 2005.

En 2022, la commune comptait 147 habitants, en évolution de −6,37 % par rapport à 2016 (Saône-et-Loire : −1,06 %, France hors Mayotte : +2,11 %).
| 1793 | 1800 | 1806 | 1821 | 1831 | 1836 | 1841 | 1846 | 1851 |
| ---- | ---- | ---- | ---- | ---- | ---- | ---- | ---- | ---- |
| 320  | 334  | 372  | 355  | 346  | 388  | 389  | 385  | 383  |

| 1856 | 1861 | 1866 | 1872 | 1876 | 1881 | 1886 | 1891 | 1896 |
| ---- | ---- | ---- | ---- | ---- | ---- | ---- | ---- | ---- |
| 363  | 367  | 375  | 330  | 340  | 336  | 347  | 312  | 285  |

| 1901 | 1906 | 1911 | 1921 | 1926 | 1931 | 1936 | 1946 | 1954 |
| ---- | ---- | ---- | ---- | ---- | ---- | ---- | ---- | ---- |
| 253  | 262  | 204  | 155  | 149  | 152  | 143  | 135  | 115  |

| 1962 | 1968 | 1975 | 1982 | 1990 | 1999 | 2005 | 2006 | 2010 |
| ---- | ---- | ---- | ---- | ---- | ---- | ---- | ---- | ---- |
| 134  | 121  | 120  | 134  | 127  | 117  | 114  | 121  | 123  |

| 2015 | 2020 | 2022 | - | - | - | - | - | - |
| ---- | ---- | ---- | - | - | - | - | - | - |
| 154  | 147  | 147  | - | - | - | - | - | - |

### Sports
Il est souvent le point de ralliement de randonneurs (sur la route de Taizé, ou de Compostelle).

### Associations
"Les Migeous de Magnien" est une association ouverte à tous les habitants du village. Son objectif est de créer des moments conviviaux et de mettre en valeur les richesses culturelles et artisanales locales, notamment lors d'ateliers ou lors de la Fête des artisans qui a lieu en juillet, de chaque année.

### Cultes
Chamilly relève de la paroisse Saint-Martin-des-Trois-Croix, qui compte 18 clochers autour de Chagny (où la paroisse a son siège).

## Économie

Les vignobles de la côte chalonnaise.

Désormais dans le village il y a une boulangerie artisanale où le pain est préparé au levain et cuit au feu de bois et aussi un gite rural de France. Un artiste ouvre sa salle d’exposition de poteries « La Céramique des Granges ». La viticulture avec la présence d'une exploitation viticole (Château de Chamilly).

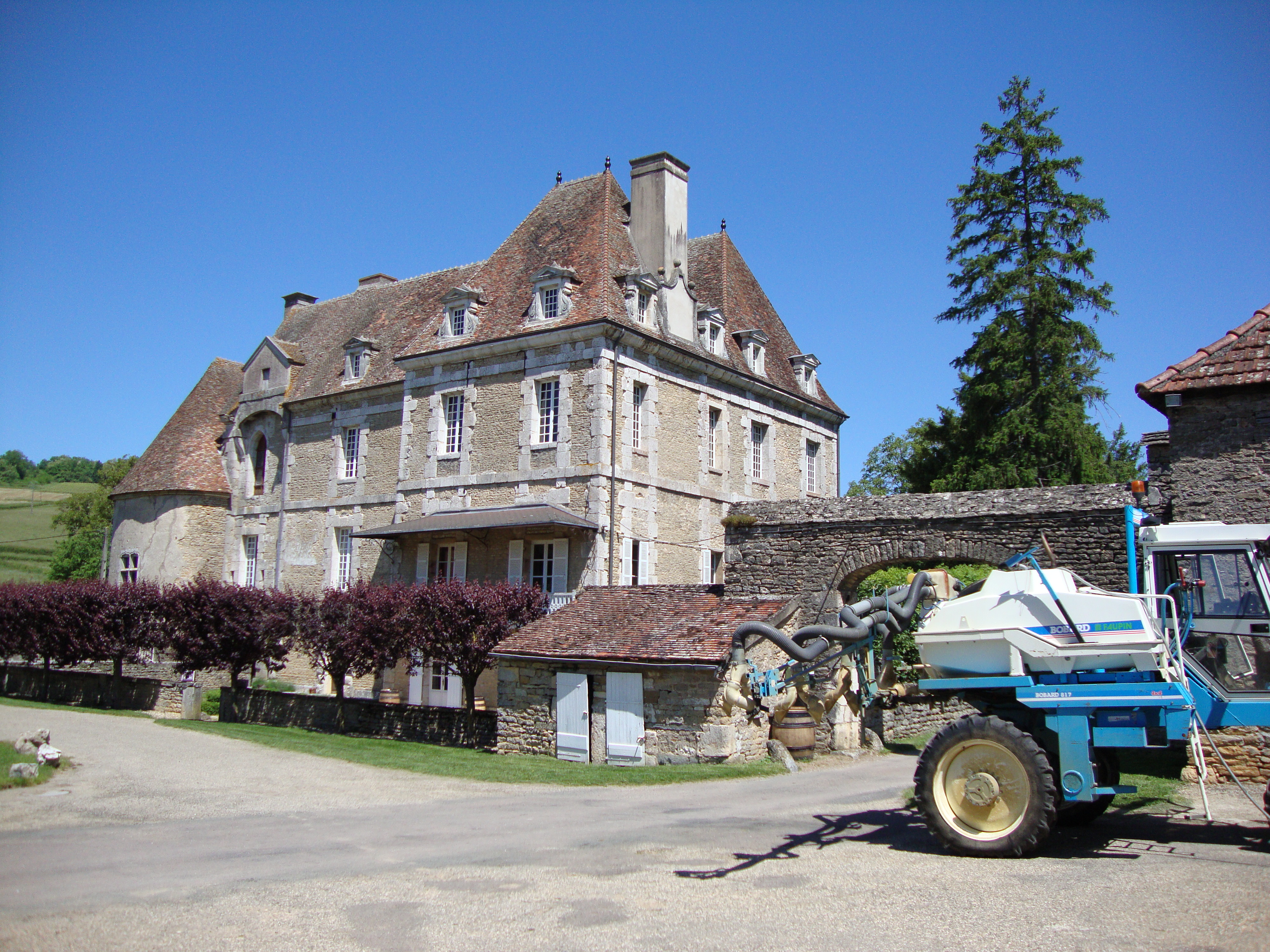
Château de Chamilly.

### Vignoble
Village viticole de la côte chalonnaise qui produit les appellations Bourgogne côte-chalonnaise, Bourgogne, Bourgogne aligoté, Bourgogne passe-tout-grains, Bourgogne grand ordinaire et Crémant de Bourgogne.

## Culture locale et patrimoine

### Lieux et monuments
Sont à voir à Chamilly :
- le château de Chamilly ;
- l'église Saint-Pierre-et-Saint-Paul, qui date de la fin du XIe, début du XIIe[25], et qui possède un magnifique clocher abritant une cloche fondue en 1831[26] (ce lieu est souvent le point de ralliement des randonneurs, sur la route de Taizé ou de Compostelle) ;
- le lavoir, restauré en 2004 ;
- deux anciens fours à pain.

### Littérature
L'église de Chamilly est citée comme point de passage (et endroit de forte énergie terrestre) sur le chemin initiatique vers Compostelle au XIIe siècle dans le livre Les étoiles de Compostelle par Henri Vincenot.

### Personnalités liées à la commune
- Bernard Niquet, maire actuel.

### Héraldique
| Blason de Chamilly (Saône-et-Loire) | Blason  | Écartelé : au 1er d'azur semé fleurs de lis d'or et à la bordure componée d'argent et de gueules, au 2e bandé d'azur et d'or et à la bordure de gueule, au 3e de gueules à la fasce d'or, au 4e de sinople à la gerbe d'or. |
| Blason de Chamilly (Saône-et-Loire) | Détails | Le statut officiel du blason reste à déterminer. |

## Pour approfondir